# Sanctuaire historique Bosque de Pómac
Le sanctuaire historique Bosque de Pómac est une zone protégée du Pérou dans la province de Ferreñafe, département de Lambayeque. C'est l'une des quatre zones reconnues comme des sanctuaires historiques dans le pays.
L'objectif du sanctuaire historique est de contribuer à la conservation du paysage culturel de la zone, caractérisé ici par l'association d'une forêt sèche, constituée notamment de Prosopis pallida, et du complexe archéologique de Sicán.
La zone se distingue aussi par la présence de 95 espèces d'oiseaux, tels que Phytotoma raimondii, Tachycineta stolzmanni, Myiarchus semirufus, Theristicus melanopis et Tumbezia salvini.

## Histoire
Le site était anciennement classé comme Zone Réservée de Batán Grande. Il est classé comme Sanctuaire historique Bosque de Pómac sur une surface de 5 887,38 hectares depuis le 1er juin 2001.

## Batán Grande
La zone archéologique de Batán Grande, déclarée Patrimoine culturel de la Nation, est largement incluse dans le sanctuaire historique. Elle couvre une surface de 6 145,95 hectares.

## Principaux points d'intérêt
- L'arbre millénaire. Il s'agit d'un  Prosopis pallida très âgé, de forme compliquée et de grande taille. Il est vénéré par les locaux, plusieurs miracles et légendes lui étant attachés.
- Le mirador las Salinas. Il offre un point de vue sur la majestueuse forêt sèche et les vestiges de pyramides conservées à l'intérieur du sanctuaire, traversé par la rivière La Leche. Le belvédère se trouve à environ 8 km du Centre d'interprétation.
- La ferme d'apiculture Karl Weiss. Karl Weiss a été le promoteur du développement de l'apiculture et de l'utilisation durable des ressources fournies par la forêt sèche. Le miel de la région est particulièrement réputé.

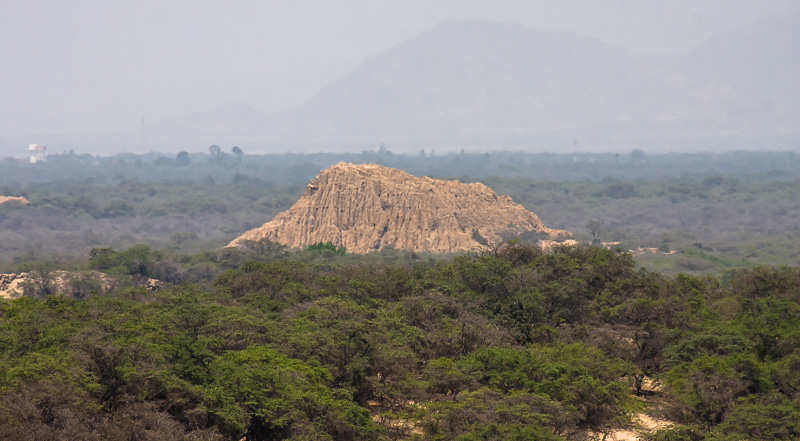
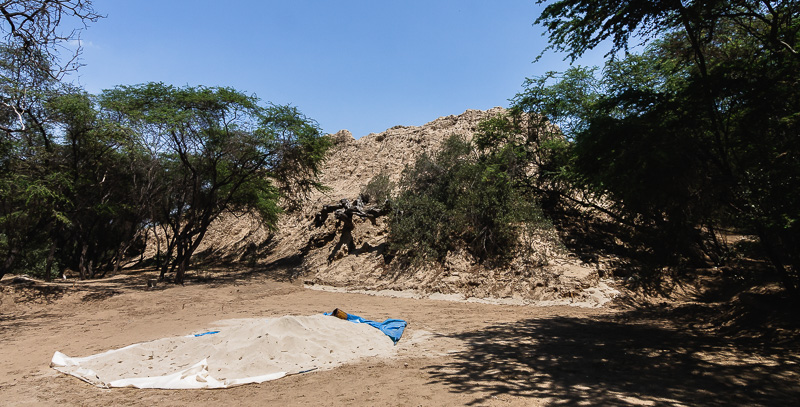
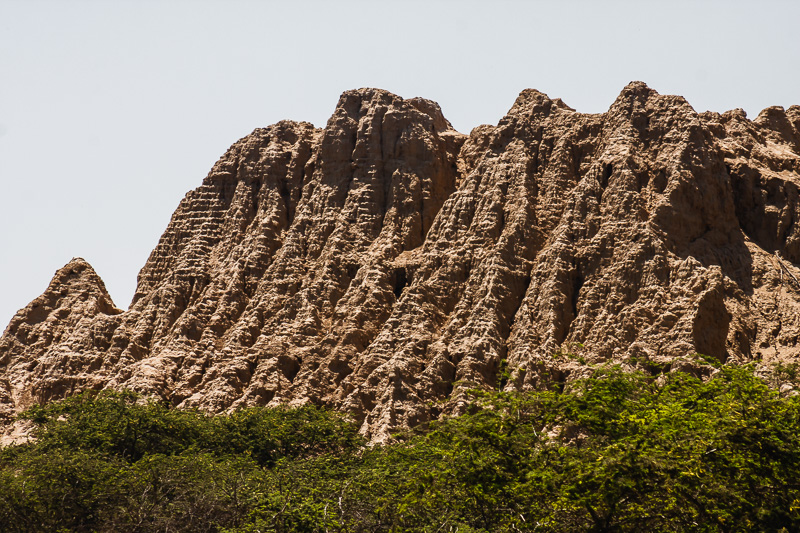
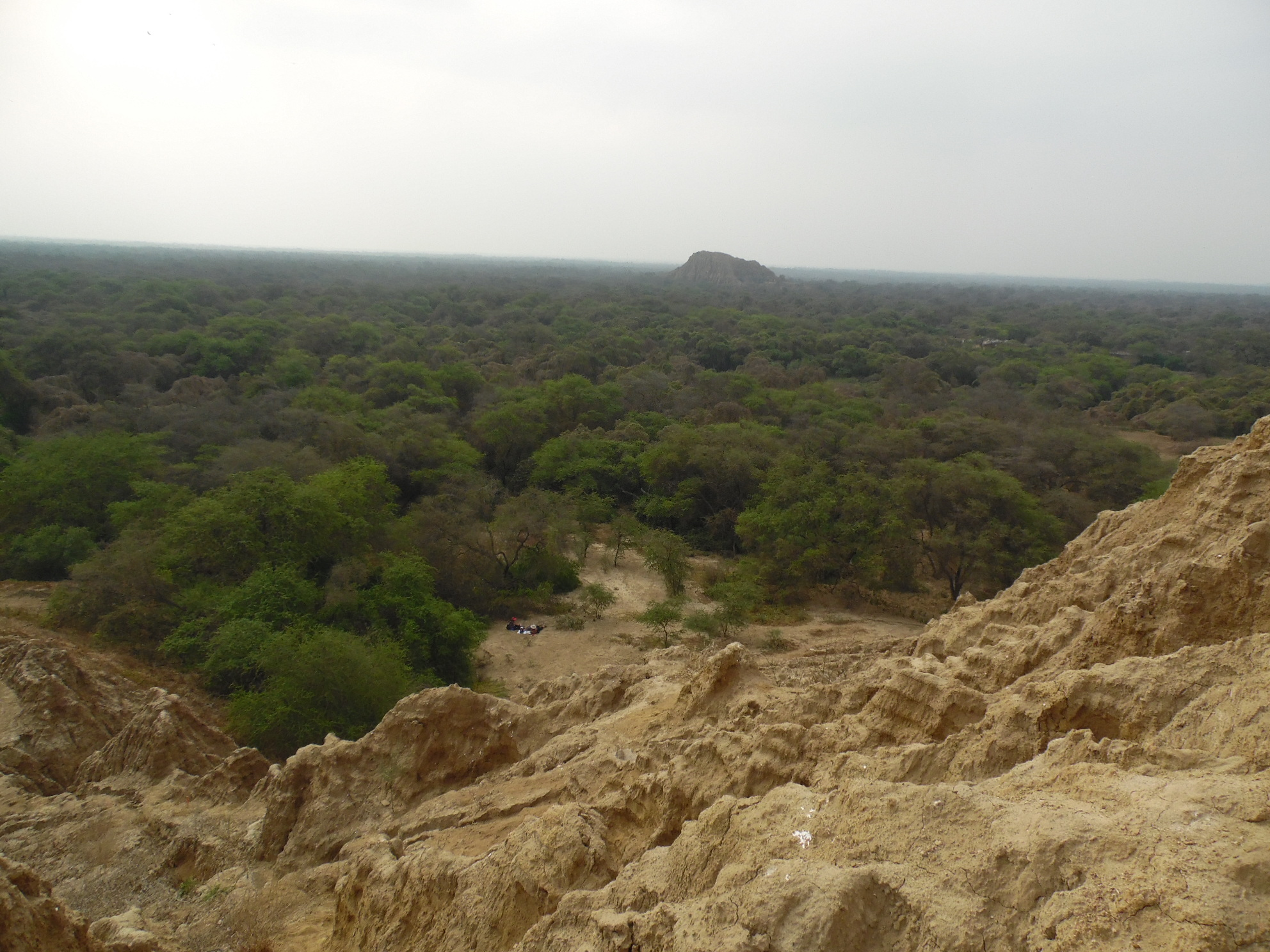